# Ziua Naksa

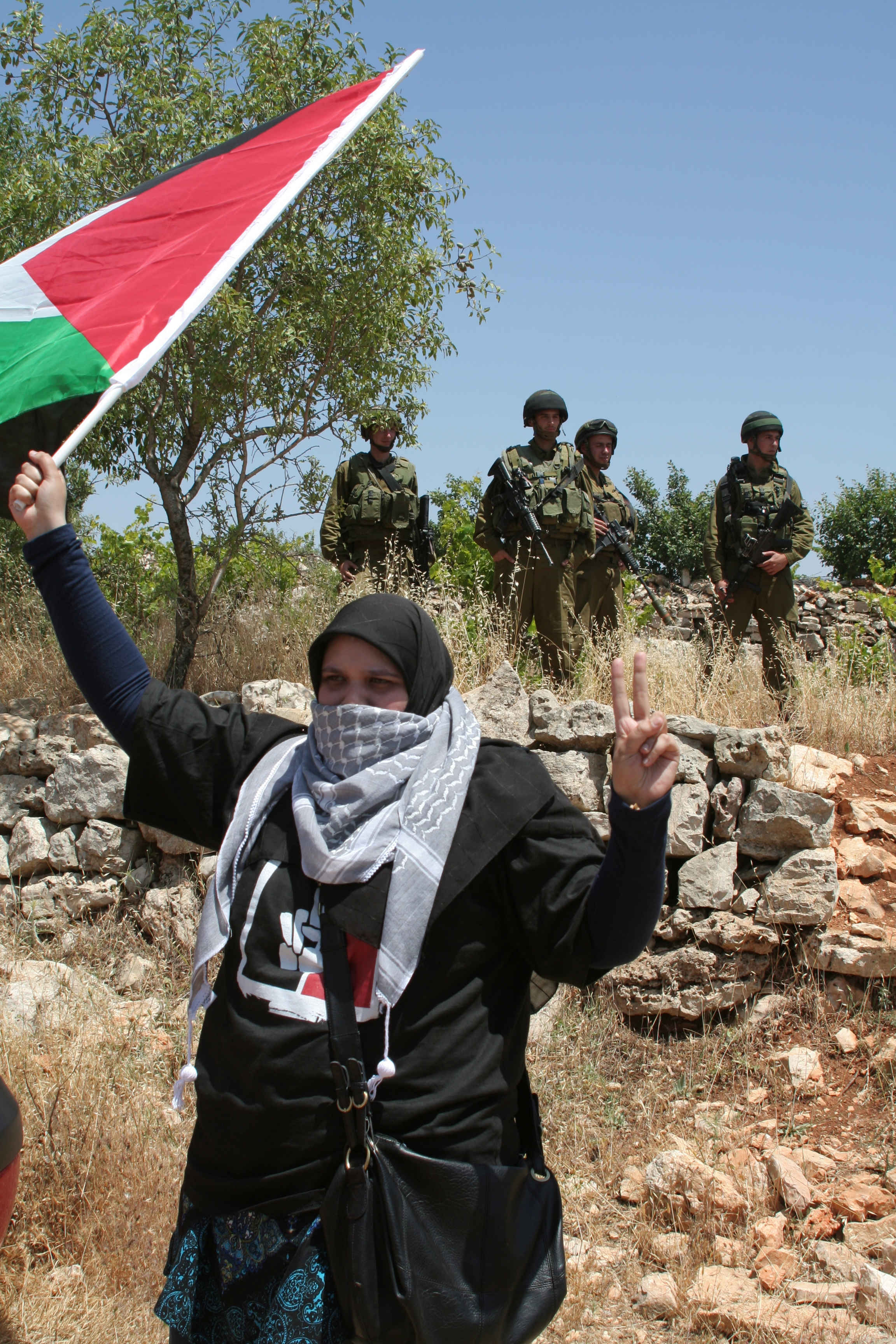
Un activist care a protestat în Beit Ommar pentru a comemora Ziua Naksa

Ziua Naksa (5 iunie 1967) (arabă يوم النكسة, Yawm an-Naksa adică „ziua răsturnării”) este ziua anuală de comemorare a poporului palestinian cu privire la strămutările care au însoțit victoria Israelului în Războiul de Șase Zile din 1967. Ca urmare a războiului, Israelul a preluat controlul asupra Cisiordaniei și Fâșiei Gaza populate de palestinieni, care anterior au fost anexate de Iordania și controlate de Egipt.
Prima deplasare, cunoscută sub numele de Nakba, a avut loc în timpul și după războiul din Palestina din 1948. Acesta este marcat anual în ziua Nakba pe data de 15 mai.